# Louis Gaterau
Louis Gaterau (latinizado Ludovicus) ( 1750 - 1810 ) fue un médico, botánico, editor francés, que trabajó activamente en Haití.

## Algunas publicaciones

### Revistas
- 1791. COURRIER POLITIQUE ET LITTERAIRE DU CAP-FRANCAIS (HAITI). Nº 1 a 39

### Libros
- Description des plantes qui croissent aux environs de Montauban, ou qu'on cultive dan les jardins. Rangées d'après la methode sexuelle, avec l'indication du lieu où elles viennent, et les vertus principales des usuelles. Ed. Montauban, chez l'auteur & chez Charles Crosilhes, 1789. 216 + (4) pp.[3]

- La abreviatura «Gaterau» se emplea para indicar a Louis Gaterau como autoridad en la descripción y clasificación científica de los vegetales.[4]